# Preview (jeu vidéo)
Pour les articles homonymes, voir preview.
Une preview est le test d'un jeu vidéo en cours de développement ou qui n'est pas encore commercialisé. Les journalistes ne donnent jamais de note lors d'une preview puisque le jeu n'est pas fini, ou non-disponible. Une preview permet aux éditeurs de communiquer sur leurs jeux et d'en faire la publicité, et permet également aux joueurs de les découvrir ou de s'en faire une idée. La preview est aussi un élément essentiel des campagnes publicitaires appelées teasing,,,.